# Tätskikt
Ett tätskikt är ett byggmaterial som utgör det tätande materialet för ett yttertak, våtrum, golv, källarväggar eller annan del av en byggnad där det är viktigt att fukt- och vattenskydda. 
Tätskiktet kan till exempel produceras av asfalt (bitumen) eller plast (polyeten, polypropen, polyuretan m fl), men det finns även andra material. I våtrum används för det mesta våtrumsfolie. Det finns även miljövänliga alternativ . 
Tätskikt produceras eller levereras av en rad företag, och bland de mer kända kan nämnas Index, Kiilto, Katepal, Tecca, Derbigum och Icopal.